# Abies fargesii
L'abete di Farges (Abies fargesii Franch., 1899) è una specie di abete originaria della Cina centro-settentrionale.

## Etimologia
Il nome generico Abies, utilizzato già dai latini, potrebbe, secondo un'interpretazione etimologica, derivare dalla parola greca ἄβιος = longevo. Il nome specifico fargesii fu assegnato in onore di Paul Guillaume Farges, botanico e missionario francese che fu il primo a collezionare la specie.

## Descrizione

### Portamento
Albero alto fino a 35-65 m, con tronco cilindrico che può raggiungere 2 m di diametro, a portamento conico. I rami principali sono corti, massicci, sparsi; quelli secondari sono spesso pendenti verso il basso, di colore rosso marrone o porpora, glabri o lievemente pubescenti.

### Foglie
Le foglie sono aghiformi, di colore verde lucido superiormente, verde pallido inferiormente, lunghe fino a 3 cm, con apice emarginato o bifido, disposte a spirale. Le gemme sono di forma ovoidale o ottusa, lunghe 6-8 mm, resinose, di colore rosso-porpora. Le perule sono triangolari-ovate, marroni-giallastre.

### Fiori
Sono strobili maschili lunghi 13 mm, gialli con microsporofilli rossi.

### Frutti
I coni femminili, di color porpora-bluastro da immaturi, porpora o marrone-rosso a maturazione, sono cilindrici o ovoidali, con apice ottuso o umbelicato, lunghi 5-9 cm e larghi fino a 4 cm, con corto peduncolo; le scaglie sono di forma cuneata-flabellata, lunghe 12 mm, larghe 20 mm, lisce. I semi, di colore nero, sono lunghi circa 5-6 mm, oblunghi, con ali nere di 1 cm, cuneate.

### Corteccia
La corteccia, di colore grigio e liscia nei giovani alberi, diviene color marrone-grigio e scanalata con il trascorrere degli anni.

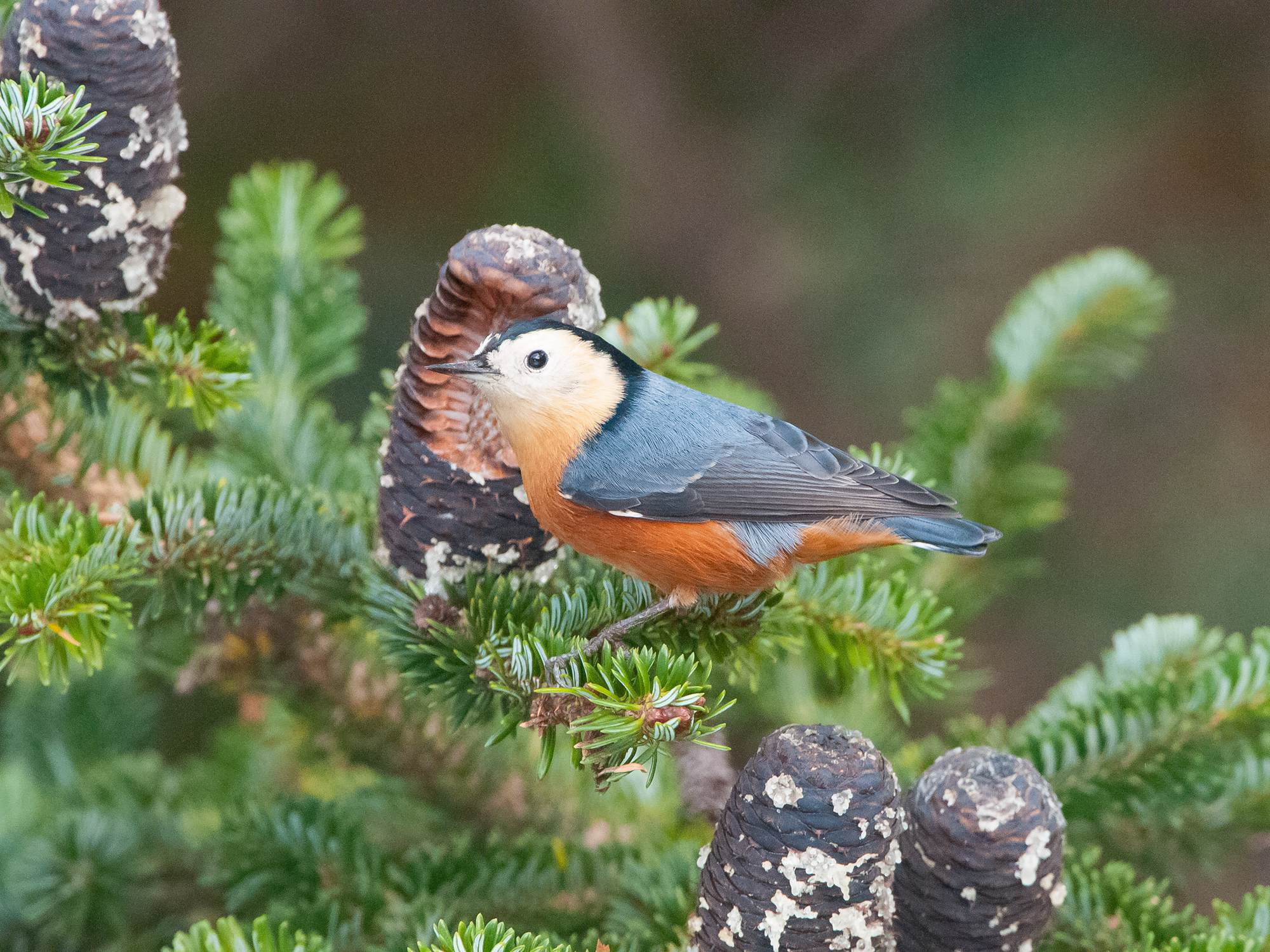
Sitta przewalskii su ramo di A. fargesii con strobili femminili
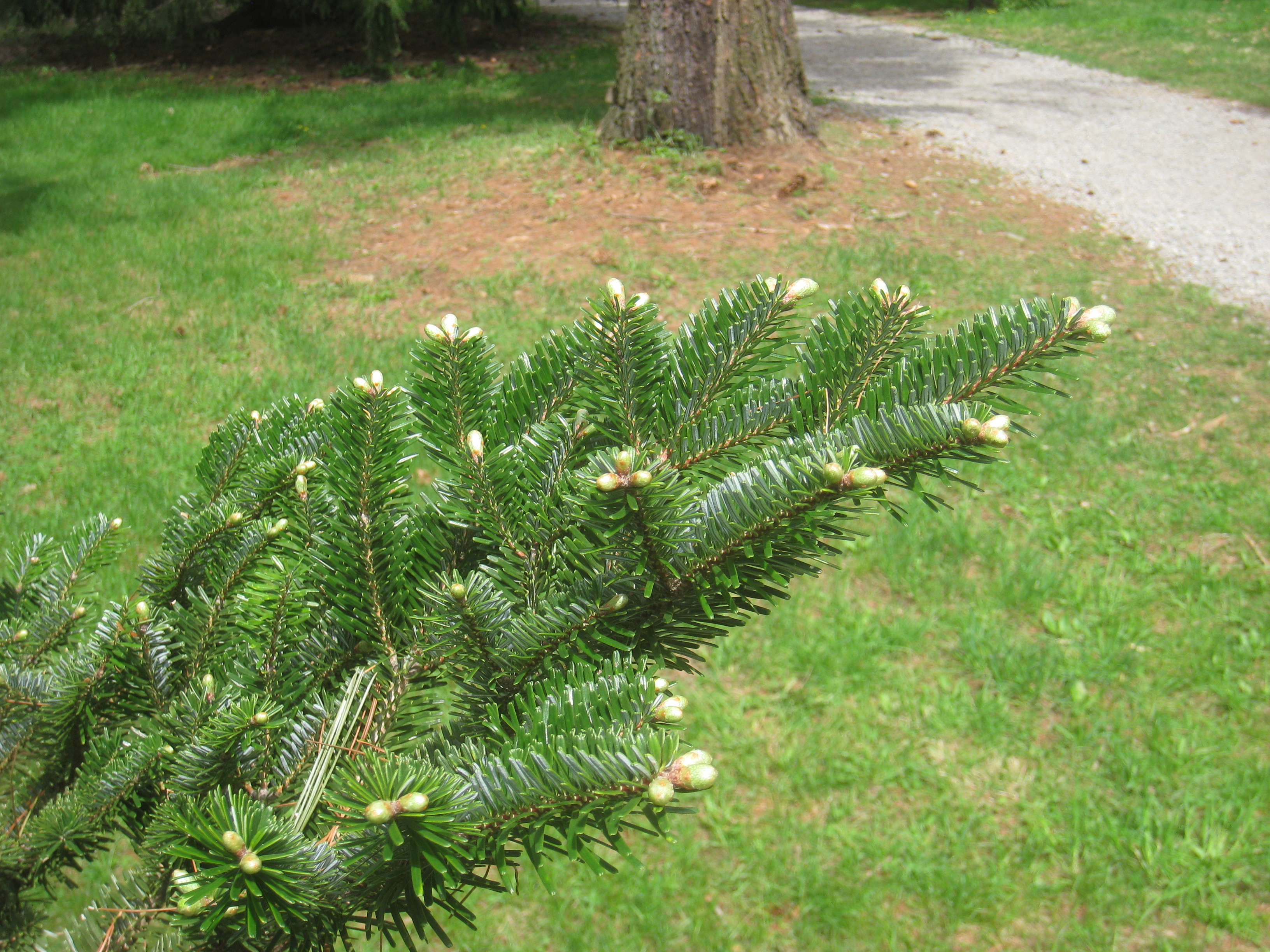
Ramoscelli con aghi e gemme
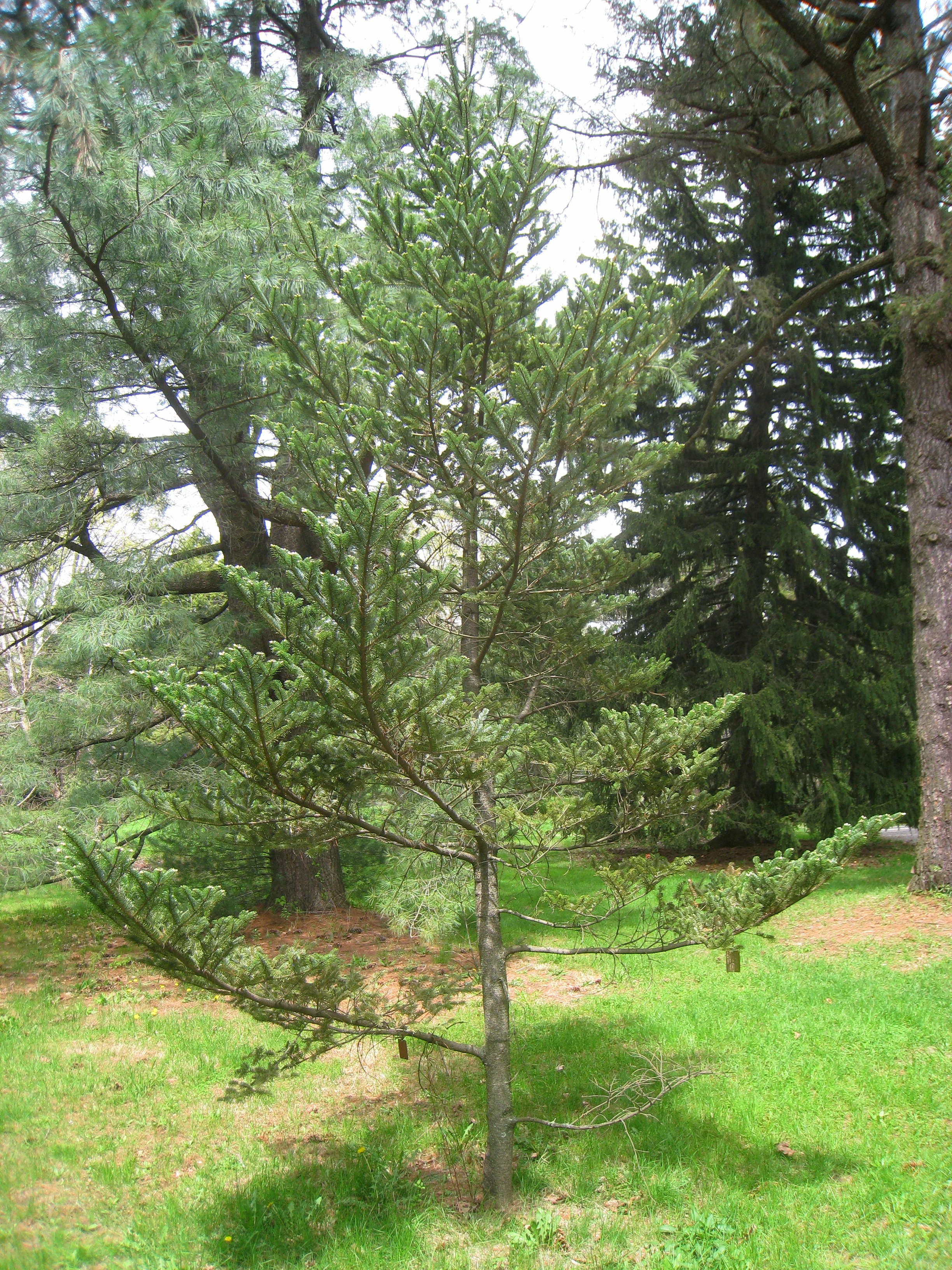
Giovane esemplare
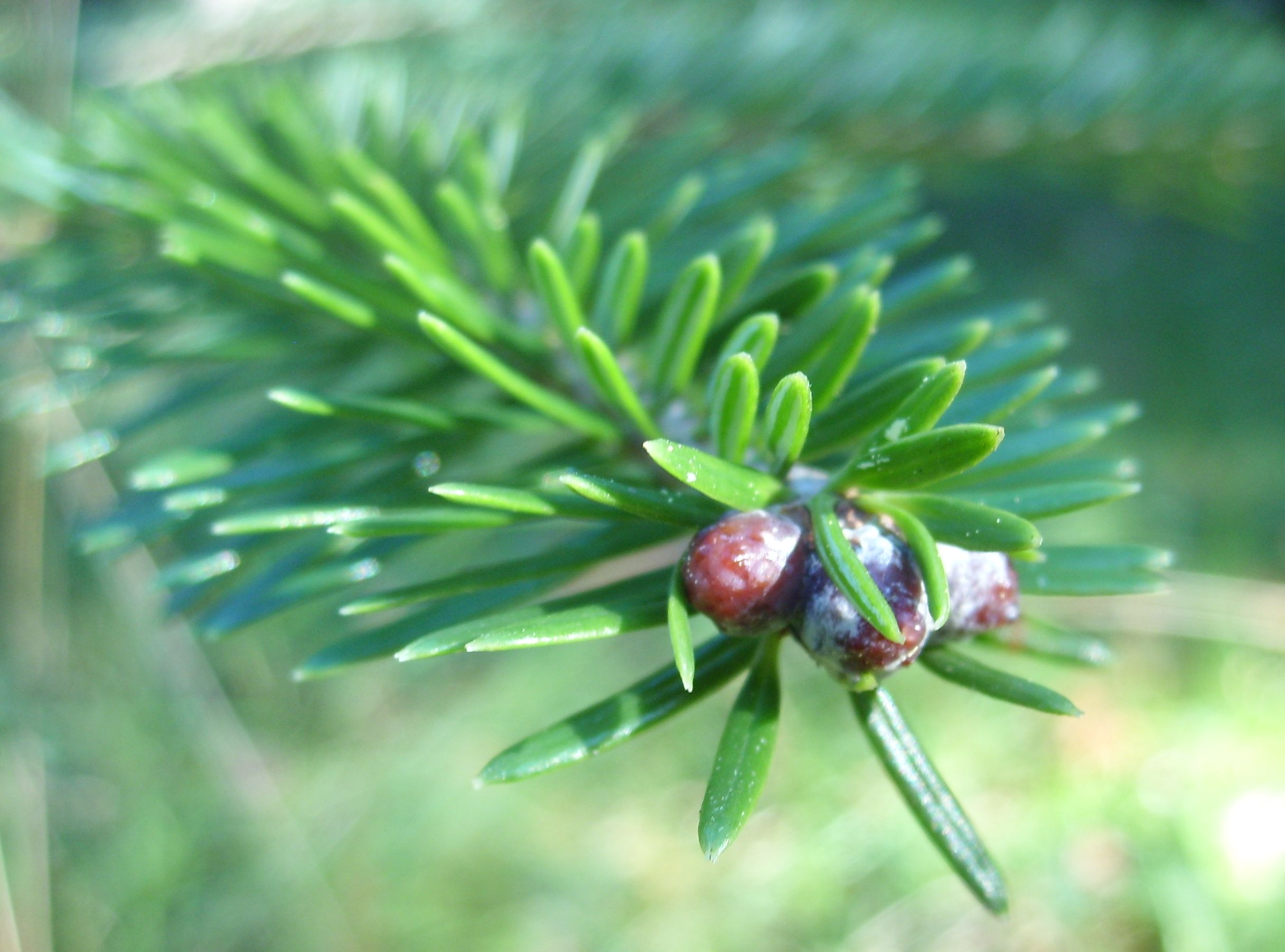
Dettaglio di aghi e gemme var. faxoniana

## Distribuzione e habitat
Specie endemica della Cina (Chongqing, Gansu, Henan, Hubei, Shaanxi, Sichuan), predilige le zone montane a clima freddo e umido subalpino, comprese tra i 2.000 e i 4.000 m, generalmente su suoli tipici delle conifere, come i podzols. Frequenti i boschi puri, o in associazione con altre conifere (Picea purpurea, Picea asperata, Picea neoveitchii, Picea brachytyla, Larix potaninii, Abies chensiensis, Abies recurvata, Tsuga chinensis, Taxus chinensis) alle quote superiori, o in associazione con latifoglie alle quote inferiori (Fagus engleriana, Davidia involucrata e specie del genere Betula e Populus. Tra gli arbusti del sottobosco, associazioni con i generi Cotoneaster, Ribes, Spiraea, Rhododendron e Berberis.

## Tassonomia
Sono accettate le seguenti varietà:
- Abies fargesii var. faxoniana (Rehder & E.H.Wilson) Tang S.Liu - endemica del nord-ovest del Sichuan e del sud del Gansu, in Cina.
- Abies fargesii var. sutchuensis Franch. - endemica del Sichuan e del Gansu, in Cina.

## Usi
L'abete di Farges, essendo il più comune degli abeti originari della Cina occidentale, è sempre stato particolarmente sfruttato per il suo legno; quest'ultimo viene utilizzato in edilizia e falegnameria e nell'industria cartaria. È comunemente coltivato anche in orti e giardini botanici europei e americani, come specie ornamentale.

## Conservazione
Con un areale molto vasto (circa 45.000 km²), e una presenza molto comune, A. fargesii non è classificato tra le specie a rischio di estinzione nella Lista rossa IUCN. Tuttavia, a causa dello sfruttamento intensivo, quest'ultimo è stato attualmente regolamentato.